# Hrabstwo De Baca
Hrabstwo De Baca (ang. De Baca County) – hrabstwo w stanie Nowy Meksyk w Stanach Zjednoczonych.

## Wioski
- Fort Sumner

## CDP
- Lake Sumner